# Menno Koch
Menno Koch est un footballeur néerlandais né le 2 juillet 1994 à Heeze. Il évolue au poste de défenseur central au Sarpsborg 08.

## Palmarès
CSKA Sofia
- Vainqueur de la Coupe de Bulgarie en 2021.
- Finaliste de la Coupe de Bulgarie en 2022.

### En équipe nationale
Pays-Bas -17 ans
- - Vainqueur du championnat d'Europe des moins de 17 ans en 2011